# Сурков, Иван Николаевич
Иван Николаевич Сурков (28 января 1898 — ?) — советский партийный деятель, секретарь Калужского горкома ВКП(б) (1941—1944).
Родился 28 января 1898 в Одессе. Из рабочих. Член РСДРП(б) с 1919 г.
Образование — начальное. В 1911—1919 гг. работал в Одессе маляром и литейщиком.
С марта 1919 по декабрь 1920 г. служил в РККА, участник Гражданской войны. Затем до 1922 г. работал инструктором Одесского уездного исполнительного комитета, а затем председателем губернского отдела Союза строительных рабочих.
В 1922—1925 гг. уполномоченный губернского профессионального Совета и председатель губернского отдела Союза коммунальных работников (Одесса).
В 1925 г. направлен в Харьков помощником заведующего орготделом Всеукраинского Совета профсоюзов, в 1926 г. вернулся в Одессу и работал заведующим оргоделом окружного профсоюзного Совета.
В 1927 г. получил направление в Винницу, назначен заместителем заведующего оргинструкторским отделом окружного комитета РКП(б). В 1929 г. председатель Союза строителей Днепростроя.
В 1930—1937 гг. на партийной работе в Московской области: секретарь парторганизации химкомбината г. Бобрики, секретарь парткома ГРЭС г. Сталиногорска, второй секретарь Сталиногорского горкома ВКП(б).
С 1937 г. в Калуге: второй секретарь горкома партии (1937), начальник отдела капитального строительства Калужского электромеханического завода (1937—1938), заместитель директора Калужского электромеханического завода (1938—1939).
В 1939 снова избран вторым секретарём Калужского горкома партии, с августа 1941 до июня 1944 г. первый секретарь Калужского горкома партии.
После начала Великой Отечественной войны организовал строительство оборонительной линии города и оказывал практическую помощь Красной Армии в снабжении тёплой одеждой и всем необходимым. Во время оккупации Калуги немецкими войсками (12.10.-30.12.1941) отходил вместе с частями Красной Армии, прибыл в распоряжение Тульского обкома партии и был направлен со специальным заданием Комитета Обороны в Узловский район для руководства работами по оказанию помощи фронту. Имел воинское звание «майор».
После освобождения Калуги приступил к выполнению обязанностей по своей должности. Руководил восстановлением предприятий, налаживанием хозяйственной деятельности.
С декабря 1944 г. секретарь партколлегии при Калужском обкоме партии.
В мае 1945 г. переведён на работу в Тульскую область.
Награждён орденом «Знак Почёта» (18.05.1943), медалью «За оборону Москвы».